# Pseudocyon
Pseudocyon és un gènere de carnívor extint de la família dels amficiònids que visqué durant el Miocè. Se n'han trobat restes fòssils als Estats Units i a Europa.

## Taxonomia
- Pseudocyon sansaniensis
- Pseudocyon steinheimensis
- Pseudocyon styriacus